# Műugrás a 2008. évi nyári olimpiai játékokon
A 2008. évi nyári olimpiai játékokon a műugrás versenyszámait augusztus 10. és 23. között rendezték a Pekingi Nemzeti Vízi Központban.

## Éremtáblázat
(A táblázatokban a rendező ország csapata eltérő háttérszínnel, az egyes számoszlopok legmagasabb értéke vagy értékei vastagítással kiemelve.)
| A 2008. évi nyári olimpiai játékok éremtáblázata műugrásban | A 2008. évi nyári olimpiai játékok éremtáblázata műugrásban | A 2008. évi nyári olimpiai játékok éremtáblázata műugrásban | A 2008. évi nyári olimpiai játékok éremtáblázata műugrásban | A 2008. évi nyári olimpiai játékok éremtáblázata műugrásban | Olimpia  |
| ----------------------------------------------------------- | ----------------------------------------------------------- | ----------------------------------------------------------- | ----------------------------------------------------------- | ----------------------------------------------------------- | -------- |
|                                                             | Ország                                                      | Arany                                                       | Ezüst                                                       | Bronz                                                       | Összesen |
| 1.                                                          | Kína (CHN)                                                  | 7                                                           | 1                                                           | 3                                                           | 11       |
| 2.                                                          | Ausztrália (AUS)                                            | 1                                                           | 1                                                           | 0                                                           | 2        |
|                                                             |                                                             |                                                             |                                                             |                                                             |          |
| 3.                                                          | Oroszország (RUS)                                           | 0                                                           | 3                                                           | 2                                                           | 5        |
| 4.                                                          | Kanada (CAN)                                                | 0                                                           | 2                                                           | 0                                                           | 2        |
| 5.                                                          | Németország (GER)                                           | 0                                                           | 1                                                           | 1                                                           | 2        |
|                                                             |                                                             |                                                             |                                                             |                                                             |          |
| 6.                                                          | Mexikó (MEX)                                                | 0                                                           | 0                                                           | 1                                                           | 1        |
| 6.                                                          | Ukrajna (UKR)                                               | 0                                                           | 0                                                           | 1                                                           | 1        |
|                                                             |                                                             |                                                             |                                                             |                                                             |          |
| Összesen                                                    | Összesen                                                    | 8                                                           | 8                                                           | 8                                                           | 24       |

## Érmesek

### Férfiak
| A 2008. évi nyári olimpiai játékok érmesei férfi műugrásban |                                                         |                                                      |                                                        |
| Versenyszám                                                 | Arany                                                   | Ezüst                                                | Bronz                                                  |
| 3 méteres műugrás                                           | Ho Csung (He Chong) · Kína (CHN)                        | Alexandre Despatie · Kanada (CAN)                    | Csin Kaj (Qin Kai) · Kína (CHN)                        |
| 10 méteres toronyugrás                                      | Matthew Mitcham · Ausztrália (AUS)                      | Csou Lü-hszin (Zhou Lüxin) · Kína (CHN)              | Gleb Galperin · Oroszország (RUS)                      |
| 3 méteres szinkron műugrás                                  | Kína (CHN) · Vang Feng (Wang Feng) · Csin Kaj (Qin Kai) | Oroszország (RUS) · Dmitrij Szautyin · Jurij Kunakov | Ukrajna (UKR) · Illja Kvasa · Olekszij Prihorov        |
| 10 méteres szinkron toronyugrás                             | Kína (CHN) · Lin Jüe (Lin Yue) · Huo Liang              | Németország (GER) · Patrick Hausding · Sascha Klein  | Oroszország (RUS) · Gleb Galperin · Dmitrij Dobroszkok |

### Nők
| A 2008. évi nyári olimpiai játékok érmesei női műugrásban |                                                                        |                                                                |                                                   |
| Versenyszám                                               | Arany                                                                  | Ezüst                                                          | Bronz                                             |
| 3 méteres műugrás                                         | Kuo Csing-csing (Guo Jingjing) · Kína (CHN)                            | Julija Pahalina · Oroszország (RUS)                            | Vu Min-hszia (Wu Minxia) · Kína (CHN)             |
| 10 méteres toronyugrás                                    | Csen Zso-lin (Chen Ruolin) · Kína (CHN)                                | Émilie Heymans · Kanada (CAN)                                  | Vang Hszin (Wang Xin) · Kína (CHN)                |
| 3 méteres szinkron műugrás                                | Kína (CHN) · Kuo Csing-csing (Guo Jingjing) · Vu Min-hszia (Wu Minxia) | Oroszország (RUS) · Julija Pahalina · Anasztaszija Pozdnyakova | Németország (GER) · Ditte Kotzian · Heike Fischer |
| 10 méteres szinkron toronyugrás                           | Kína (CHN) · Vang Hszin (Wang Xin) · Csen Zso-lin (Chen Ruolin)        | Ausztrália (AUS) · Briony Cole · Melissa Wu                    | Mexikó (MEX) · Paola Espinosa · Tatiana Ortiz     |